# Paul Tiberiu Neamțu
Paul Tiberiu Neamțu (n. 1 aprilie 1958) este un deputat român în legislatura 2000-2004, ales în județul Iași pe listele partidului PSD.